# Loimia decora
Loimia decora är en ringmaskart som beskrevs av Pillai 1961. Loimia decora ingår i släktet Loimia och familjen Terebellidae. Inga underarter finns listade i Catalogue of Life.